# Unge Venstre
Unge Venstre (UV; Die Jungen Liberalen Norwegens) ist die Jugendorganisation der norwegischen Partei Venstre. Sie wurden am 27. Januar 1909 gegründet.

## Grundsätze
- Unge Venstre ist liberalen Werten verpflichtet. Die Ideologie der Unge Venstre hat ihren Ursprung im Liberalismus und der Idee der unverletzlichen Freiheit des Individuums. Die Jungen Liberalen Norwegens meinen, dass jeder einzelne Mensch ein fundamentales Recht hat, über sein eigenes Leben zu bestimmen, dass alle Menschen gleiche Rechte haben und gleichwertig sind. Ihr liberales Gleichheitsideal lautet, dass alle Menschen gleiche Rechte und gleiche Chancen haben sollen. Ein Gleichheitsdenken darüber hinaus komme in Konflikt mit der Freiheit des Menschen und wird daher abgelehnt. Die Konsequenz der Möglichkeit, individuell zu entscheiden, schaffe eine vielfältige und reiche Gesellschaft.
- Die Mitgliedschaft steht Jugendlichen zwischen 13 und 35 Jahren offen.
- Unge Venstre tritt ein für einen größtmöglichen Grad an persönlicher und ökonomischer Freiheit des Individuums, gepaart mit öffentlichen Bildungsangeboten und Wohlfahrtsleistungen.
- Auch Umweltschutz ist ein wichtiges Themenfeld. Die Hauptprogrammpunkte sind Klimapolitik, Bildungspolitik und EU-Beitritt.

## Verhältnis zur Mutterpartei
- Unge Venstre ist eine selbstständige Jugendorganisation, die mit Venstre zusammenarbeitet.
- Traditionell tritt die Unge Venstre dafür ein, dass sich die Mutterpartei als liberal bezeichnet und sich nicht als sozialliberal verortet.

## EU
Im Gegensatz zur Mutterpartei Venstre treten die Jungen Liberalen heute deutlich für einen EU-Beitritt Norwegens ein. Traditionell waren sie gegen einen EU-Beitritt, änderten ihr Programm allerdings 2000 auf ihrer Landesversammlung in Bergen. Auf der Landesversammlung 2006 wurde eine noch deutlichere EU-Politik formuliert, heute bezeichnen sie sich als Föderalisten und sind eine der pro-europäischsten Jugendparteien Norwegens.
Die Mutterpartei ist in der Frage der EU-Mitgliedschaft gespalten. Laut dem Stortingswahlprogramm für die Legislaturperiode 2005–2009 sprach sich Venstre gegen eine EU-Mitgliedschaft aus, die Abgeordneten sollen sich jedoch nach dem Resultat einer Volksabstimmung richten.
Bei ihrem Amtsantritt im Jahr 2007 erklärte die damalige Vorsitzende der Unge Venstre, Anne Solsvik, ihre wichtigste Aufgabe sei es, die Position Venstres in der EU-Frage zu ändern.

## Geschichte
Unge Venstre wurde am 27. Januar 1909 auf einer Sitzung in Det norske Studentersamfundet gegründet und ist die zweitälteste jugendpolitische Organisation Norwegens. Anders Kirkhusmo war ihr erster Vorsitzender. Oslo Unge Venstre wurde im Jahr davor gegründet. Mit der deutschen Okkupation Norwegens 1940 wurden die politischen Parteien verboten, und Unge Venstre musste ihre Aktivitäten einstellen. Während der Besatzung wurden die Archive von Venstre und Unge Venstre konfisziert und blieben seitdem verschollen.

## Vorsitzende derUnge Venstre
- Anders L. Kirkhusmo 1909–1912
- Hans Hope 1912–1914
- Toralv Øksnevad 1914–1916
- Torkell Løvland 1916–1920
- Olav Gullvåg 1920–1926
- Anton Laurin 1926–1930
- Johannes Teigland 1930–1934
- Aasmund Næs 1934–1946
- Helge Rognlien 1946–1948
- Olaf Kortner 1948–1950
- Helge Røed (während Kortners Auslandsaufenthalt) 1950
- Jon Ola Norbom 1950–1952
- Simen Skjønsberg 1952–1956
- Ragnar Sem (während Skjønsbergs Auslandsaufenthalt) 1955–1956
- Odd Grande 1956–1960
- Magne Lerheim 1960–1962
- Olav Myklebust 1962–1964
- Halle Jørn Hanssen 1964–1966
- Ola H. Metliaas 1966–1968
- Kjell G. Rosland 1968–1970
- Odd Einar Dørum 1970–1972
- Carl Johan Sverdrup 1972–1974
- Jørn Rattsø 1974–1975
- Ottar Grepstad 1975–1976
- Olav Ljøsne 1976–1979
- Torgeir Anda 1979–1980
- Øystein Heggen 1980–1981
- Jesper W. Simonsen 1981–1983
- Erling Moe 1983–1985
- Hege Berg-Nielsen 1985–1986
- Guro Fjellanger 1986–1988
- Atle Hamar 1988–1990
- Gunn-Vivian Eide 1990–1992
- Per Tore Woie 1992–1994
- Helge Solum Larsen 1994–1997
- Sverre Molandsveen 1997–1998
- Jennie Johnsen 1998–2001
- Monica Tjelmeland 2001–2003
- Lars-Henrik Michelsen 2003–2007
- Anne Solsvik 2007–2010
- Sveinung Rotevatn 2010–2013
- Tord Hustveit 2013–2017
- Sondre Hansmark 2017–2021
- Ane Breivik 2021–

## Generalsekretäre
- 2018 - Linn Skyum
- 2016–2018 Eirik Natlandsmyr
- 2014–2016 Ann Helen Skaanes
- 2012–2014 Mikal Kvamsdal
- 2010–2012 Anders Bergsaker
- 2009–2010 Boye Bjerkholt
- 2008 Jonas Stein Eilertsen
- 2007–2008 Sindre Hervig
- 2005–2007 Audun Rødningsby
- 2003–2005 Frode Fjeldstad
- 2001–2003 Eva Kvelland
- 2000–2001 Fredrik O. Carstens
- 1998–2000 Håvard Hugaas
- 1996–1998 Thor Erik Skarpen
- 1995–1996 Pia Kleppe Marken
- 1994–1995 Ole Jørgen Persson
- 1992–1994 Øystein K. Flakstad
- 1988–1992 Geir Olsen
- 1986–1988 Hans Antonsen
- 1983–1986 Robert Erling Larsen
- 1980–1983 Jon Cato Landsverk
- 1978–1980 John Smith
- 1977 Ingar Hansen
- 1977 Olav Bergsaker
- 1976–1977 Odd Williamsen
- 1975–1976 Ottar Grepstad
- 1974–1975 Olav Ljøsne
- 1972–1974 Carl Johan Sverdup
- 1971–1972 Knut Ringstad
- 1969–1971 Jens Olai Jenssen
- 1968 Carl Johan Sverdrup
- 1966–1968 Per Erik Bjørklund
- 1966 Harald A. Arnljot
- 1965–1966 Arne Finborud
- 1962–1965 Helge Simonsen
- 1960–1962 Steinar Skjetne
- 1958–1959 Arne Kielland
- 1958 Orm Øverland
- 1956–1958 Torstein Slungård
- 1952–1956 Mari Evenrud
- 1951 Liv Rand
- 1950 vakant
- 1949–1950 Roar Moltu
- 1949 Eivind-Otto Hjelle
- 1948–1949 Odd Grande
- 1946–1948 Edvard Vogt

## Provinzverbände
Unge Venstre haben Verbände in allen Provinzen Norwegens. Zusätzlich dazu gibt es Lokalverbände in einigen norwegischen Gemeindeverbänden.

## Dachorganisationen
Unge Venstre sind Mitglied bei folgenden internationalen Organisationen:
- International Federation of Liberal Youth (IFLRY)
- European Liberal Youth (LYMEC)
- Nordens Liberale og Radikale Ungdom (NLRU)